# Talk Dirty
«Talk Dirty» es una canción interpretada por el cantante estadounidense Jason Derulo, lanzado como el segundo sencillo de su tercer álbum de estudio, Tattoos (2013) distribuido en Australia, Nueva Zelanda y Reino Unido. Este álbum fue retitulado en los Estados Unidos como Talk Dirty, incluyendo una lista de canciones alternativa, por lo tanto este fue el tercer sencillo oficial lanzado el 7 de enero de 2014 del álbum en este territorio. La canción incluye las voces del rapero estadounidense 2 Chainz, convirtiéndose en el primer sencillo del Derulo que cuenta con un artista invitado. La canción fue compuesta por Jason Derulo, 2 Chainz, Eric Frederic, Jason Evigan, Sean Douglas, Ori Kaplan, Tamir Muskat, y Tomer Yosef, mientras que la producción estuvo a cargo de Ricky Reed, integrante de la banda Wallpaper. Además contiene el sample de «Hermetico» original de la banda de gypsy punk Balkan Beat Box. Lideró las listas de Australia, Alemania, Bélgica, Israel y el Reino Unido, mientras que alcanzó la tercera ubicación del Billboard Hot 100 de los Estados Unidos.
El video musical fue dirigido por Colin Tilley, en el que se pueden ver una gran variedad de bailes de diversas culturas. Tuvo su estreno a través de la cuenta de Derulo en el canal de YouTube, el 7 de agosto de 2013.

## Lista de canciones
| Descarga digital |                             |          |  |
| N.º              | Título                      | Duración |  |
| 1.               | «Talk Dirty» (con 2 Chainz) | 2:57     |  |

| Sencillo en CD |                                     |          |  |
| N.º            | Título                              | Duración |  |
| 1.             | «Talk Dirty» (con 2 Chainz)         | 3:00     |  |
| 2.             | «The Other Side» (Smash Mode radio) | 3:52     |  |

## Posicionamiento en listas y certificaciones
| Listas (2013–2014)                        | Mejor posición |
| ----------------------------------------- | -------------- |
| Alemania (Offizielle Deutsche Charts)     | 1              |
| Australia (ARIA)                          | 1              |
| Austria (Ö3 Austria Top 40)               | 4              |
| Bélgica (Flandes) (Ultratop 50)           | 1              |
| Bélgica (Valonia) (Ultratop 50)           | 3              |
| Brasil (Billboard Brasil Hot 100)         | 48             |
| Brasil (Hot Pop Songs)                    | 16             |
| Canadá (Canadian Hot 100)                 | 3              |
| Dinamarca (Tracklisten)                   | 7              |
| Escocia (Scottish Singles Sales Chart)    | 1              |
| Eslovaquia (Rádio Top 100)                | 26             |
| España (Top 100 Canciones)                | 13             |
| Estados Unidos (Billboard Hot 100)        | 3              |
| Estados Unidos (Hot R&B/Hip-Hop Songs)    | 2              |
| Estados Unidos (Adult Top 40)             | 22             |
| Estados Unidos (Hot Dance Club Songs)     | 17             |
| Estados Unidos (Mainstream Top 40)        | 1              |
| Estados Unidos (Rhythmic)                 | 1              |
| Europa (Euro Digital Songs)               | 1              |
| Finlandia (OFC)                           | 6              |
| Francia (SNEP)                            | 3              |
| Grecia (Billboard Digital Songs)          | 2              |
| Hungría (Dance Top 40)                    | 7              |
| Hungría (Rádiós Top 40)                   | 8              |
| Irlanda (IRMA)                            | 2              |
| Israel (Media Forest)                     | 1              |
| Italia (FIMI)                             | 12             |
| Noruega (VG-lista)                        | 7              |
| Nueva Zelanda (Recorded Music NZ)         | 2              |
| Países Bajos (Dutch Top 40)               | 5              |
| Polonia (Polish Airplay Top 100)          | 11             |
| Reino Unido (UK Singles Chart)            | 1              |
| Reino Unido (UK R&B Chart)                | 1              |
| República Checa (Rádio Top 100)           | 14             |
| República Checa (Singles Digitál Top 100) | 45             |
| Rumania (UPFR)                            | 3              |
| Suecia (Sverigetopplistan)                | 5              |
| Suiza (Schweizer Hitparade)               | 4              |

| País          | Listas (2013)     | Posición |
| ------------- | ----------------- | -------- |
| Australia     | ARIA              | 13       |
| Nueva Zelanda | Recorded Music NZ | 24       |

| País           | Organismo certificador | Certificación          | Ventas  |
| -------------- | ---------------------- | ---------------------- | ------- |
| Alemania       | BVMI                   | Platino                | 300 000 |
| Australia      | ARIA                   | 4× Platino             | 280 000 |
| Bélgica        | BEA                    | Oro                    | 15 000  |
| Dinamarca      | IFPI Dinamarca         | 3× Platino (Streaming) | 90 000  |
| Estados Unidos | RIAA                   | 2× Platino             | 2 000   |
| Italia         | FIMI                   | Oro                    | 15 000  |
| Nueva Zelanda  | RIANZ                  | Platino                | 15 000  |
| Reino Unido    | BPI                    | Oro                    | 400 000 |
| Suiza          | IFPI Suiza             | Oro                    | 15 000  |

## Historial de lanzamientos
| País           | Fecha                    | Formato                                     | Discográfica                |
| -------------- | ------------------------ | ------------------------------------------- | --------------------------- |
| Nueva Zelanda  | 2 de agosto de 2013      | Descarga digital                            | Beluga Heights, Warner Bros |
| Australia      | 9 de agosto de 2013      | Descarga digital                            | Beluga Heights, Warner Bros |
| Reino Unido    | 15 de septiembre de 2013 | Descarga digital                            | Beluga Heights, Warner Bros |
| Estados Unidos | 7 de enero de 2014       | Difusión radial                             | Beluga Heights, Warner Bros |
| Estados Unidos | 7 de enero de 2014       | Difusión en radios de rítmica contemporánea | Beluga Heights, Warner Bros |

### Sucesión en listas
| Anterior: «Wake Me Up» de Avicii       | ARIA Singles Chart — Sencillo Nro 1 19 de agosto de 2013 — 25 de agosto de 2013        | Siguiente: «Roar» de Katy Perry            |
| Anterior: «Roar» de Katy Perry         | UK Singles Chart — Sencillo Nro 1 22 de septiembre de 2013 — 5 de octubre de 2013      | Siguiente: «Counting Stars» de OneRepublic |
| Anterior: «Wake Me Up» de Avicii       | Media Control Charts — Sencillo Nro 1 27 de septiembre de 2013 — 17 de octubre de 2013 | Siguiente: «Bonfire Heart» de James Blunt  |
| Anterior: «Happy» de Pharrell Williams | Billboard Pop Songs — Sencillo Nro 1 26 de abril de 2014 — 3 de mayo de 2014           | Siguiente: «All of Me» de John Legend      |